# Стибани
Стибани (англ. stibanes) — насичені гідриди тривалентного стибію з загальною формулою SbnHn+2.
Гідрокарбільні похідні від SbH3 належать до класу стибінів.